# Tullow
Tullow (in irlandese: An Tulach  che significa "il poggio") è una cittadina nella contea di Carlow, nella Repubblica irlandese. Si trova sulle rive del fiume Slaney dove incrocia la strada N81.
La città fu connessa alla rete ferroviaria irlandese sulla linea che va da Naas alla Kildare.
Il critico letterario irlandese Denis Donoghue, nacque a Tullow.
Citazione letteraria che accenna a Tullow (da Brendan Behan, "Borstal Boy"):
"Littlewood was twenty and married. We thought he was as old as the Hills of Tullow."
(Tradotto in Italiano:
"Littlewood aveva venti anni e si sposò. Noi pensavamo che fosse tanto vecchio quanto le colline di Tullow.")

## Storia
Nella piazza del mercato c'è una statua di padre John Murphy, il leader della Rivolta irlandese del 1798, che fu catturato vicino Tullow e giustiziato in Market Square il 2 luglio 1798. La città ha un piccolo museo con molte informazioni circa questo periodo ed altri riferimenti alla storia della città.
È patria di Daniel Delany, vescovo di Kildare e Leighlin, che vi fondò le congregazioni delle Suore di Santa Brigida e dei Fratelli di San Patrizio.